# TSR (公司)
TSR, Inc（戰術研究規則公司）是一所美国游戏出版公司，1973年由加里·吉盖克斯和唐·凱伊（Don Kaye）成立，當時名為Tactical Studies Rules，用來出版他們自己發明的遊戲，即龙与地下城。1997年被威世智公司收购。